# Catasetum globiflorum
Catasetum globiflorum (tên tiếng Anh là Spheroid-flowered Catasetum) là một loài phong lan.